# Thymoites anicus
Thymoites anicus är en spindelart som beskrevs av Claude Lévi 1964. Thymoites anicus ingår i släktet Thymoites och familjen klotspindlar. Inga underarter finns listade i Catalogue of Life.